# Park im. Tadeusza Kościuszki w Pruszkowie
Park im. Tadeusza Kościuszki (również Park Sokoła) – park miejski położony w śródmiejskiej części Pruszkowa, posiada obszar 4,26 ha.
Powstał w II połowie XIX wieku jako założenie parkowe towarzyszące wybudowanemu w 1876 neorenesansowemu pałacykowi, który powstał na zlecenie właściciela miejscowej kaflarni Ignacego Więckowskiego. Kolejnymi właścicielami byli Aleksander Stępiński i hr. Ksawery Pusłowski, który wynajął pałacyk na lecznicę psychiatryczną dr. Daniela Goldberga, która posiadała niewielki oddział kliniczny. W październiku 1914 podczas ostrzału miasta budynek został nieznacznie uszkodzony, po remoncie przez kilka lat mieścił dom dla księży emerytów, a następnie na parterze urządzono kino „Znicz”. Od lat 20. na piętrze pałacyku mieścił się pruszkowski oddział Towarzystwa Gimnastycznego „Sokół”, mimo że formalnie stanowił własność kurii biskupiej, z tego okresu pochodzi potoczna nazwa parku i pałacyku. W 1945 nieruchomość przeszła na własność skarbu państwa i ulokowano tam Dom Kultury Dzieci i Młodzieży, a po likwidacji kina parter zajęła filia biblioteki publicznej i szkoła muzyczna. W dniu 4 stycznia 2006 północną część parku i pałacyk wpisano do rejestru zabytków (nr A-664), w latach 2009–2011 miała miejsce przebudowa parku pozwalająca na połączenie funkcji parku miejskiego i kompleksowego ogrodu dziecięcego z placami zabaw. Powstało wówczas nowe ogrodzenie, przebudowano alejki spacerowe, wymieniono oświetlenia i elementy małej architektury. W pobliżu skrzyżowania ulic Niepodległości i Fryderyka Chopina powstał wówczas skwer z klombami z umieszczoną centralnie fontanną „Mali Muzykanci”.